# Vémars
Vémars es una comuna francesa situada en el departamento de Valle del Oise, en la región de Alta Francia.

## Demografía
| 551 | 553 | 844 | 842 | 2099 | 2058 | 2710 |
| Para los censos de 1962 a 1999 la población legal corresponde a la población sin duplicidades (Fuente: INSEE [Consultar]) |     |     |     |      |      |      |